# Elleanthus isochiloides
Elleanthus isochiloides är en orkidéart som beskrevs av Bernt Løjtnant. Elleanthus isochiloides ingår i släktet Elleanthus och familjen orkidéer.
Artens utbredningsområde är Ecuador. Inga underarter finns listade i Catalogue of Life.